# Peiot
El peiot (del nàhuatl peyotl; en la nomenclatura científica, Lophophora williamsii) és un petit cactus sense punxes, endèmic de la regió sud-oriental dels Estats Units (inclosos els estats de Texas i Nou Mèxic) i el centre de Mèxic.
Conté nombrosos alcaloides; entre d'altres, la mescalina, que és un poderós al·lucinogen. Totes les espècies de Lophophora són de creixement extremadament lent i sovint triguen més de trenta anys a arribar a l'edat de floració i a tenir la mida d'una pilota de golf, sense comptar-hi l'arrel.